# Procordulia papandayanensis
Procordulia papandayanensis – gatunek ważki z rodziny szklarkowatych (Corduliidae). Endemit indonezyjskiej wyspy Jawa. Opisał go w 1997 roku Jan van Tol w oparciu o stare okazy muzealne (wyłącznie samce), odłowione w latach 1929–1934 w zachodniej części Jawy, wcześniej identyfikowane jako Procordulia sambawana.